# Sonic the Hedgehog (videohra, 1991)
Sonic the Hedgehog je plošinovka vydaná společností SEGA pro konzole Mega Drive. Hra byla nejdříve vydána v Severní Americe v červnu 1991 a následující měsíc v Evropě a Japonsku. Hlavním hrdinou je antropomorfický ježek Sonic, jehož úkolem je porazit Dr. Robotnika, vědce, který uvěznil zvířata v robotech a ukradl magické smaragdy (Chaos Emeralds).
Vývoj hry začal v roce 1990, když SEGA přikázala svému týmu AM8, aby vytvořil hru obsahující firemního maskota. Po zvážení několika nápadů se vývojáři rozhodli pro modrého ježka s ostny na hlavě a páteři a přejmenovali se na "Sonic Team", aby vystihovali svou postavu. Sonic the Hedgehog byl ovlivněn hrami autora série Super Mario, Šigeru Mijamoto.
Kritici ji považovali za jednu z nejlepších her všech dob, přičemž vyzdvihovali grafiku, zvuky a hratelnost. Hra byla několikrát portována, inspirovala řadu kopií a úspěšnou herní sérii.

## Princip hry
Sonic the Hedgehog je 2D plošinovka s pohledem ze strany. Hra spočívá v proběhnutí co největší rychlostí úrovněmi, které obsahují pružiny, svahy, bezedné propasti a smyčky. Kromě toho se v nich také nachází nebezpečí v podobě robotů, do kterých Dr. Robotnik uvěznil zvířata. Zničení robota osvobodí zvíře, což ovšem není zapotřebí pro dokončení hry. Hráč se také nesmí dotknout ostnů, spadnout do bezedných propastí, nechat se rozmáčknout pohybujícími se stěnami či plošinami a také se nesmí utopit, čemuž se dá zabránit vdechnutím vzduchových bublin z ventilů. Sonicův hlavní útok je Spin Attack, při němž se zabalí do klubíčka a otáčí se, zatímco při doteku poškozuje nepřátele a určité překážky. Útok se provede vyskočením nebo válením se po zemi.
Na začátku hry hráč obdrží tři životy, které může ztratit, pokud se Sonic srazí s nepřáteli nebo nebezpečnými objekty, zatímco nemá prsteny, pokud spadne do propasti nebo pokud vyprší desetiminutový limit. Cedule, které fungují jako záchytný bod, umožňují Sonicovi vrátit se k poslední aktivované ceduli, když ztratí život. Pokud vyprší čas a Sonic ztratí život, ale má další, vrátí se k poslednímu záchytnému bodu a čas se obnoví. Pokud všechny životy ztratil, zobrazí se obrazovka informující o konci hry, kde má hráč možnost pokračovat od začátku úrovně se třemi životy, pokud má k dispozici pokračování.
Po úrovni jsou náhodně umístěné zlaté prsteny. Nasbíráním 100 prstenů hráč obdrží život navíc. Prsteny se chovají jako ochranná vrstva: pokud Sonic narazí do nepřátel nebo nebezpečných překážek, zatímco má alespoň jeden prsten, přežije. Pokud se tak ovšem stane, všechny nasbírané prsteny se rozhází kolem Sonica; pokud nejsou sebrány během několika sekund, začnou blikat a poté zmizí. Pokud Sonic narazí, když nemá žádné prsteny, ztratí jeden život. Také může být sebrána dočasná nesmrtelnost nebo štít jako další vrstva ochrany, ale na určitá nebezpečí, například utopení, rozmačkání, spadnutí do bezedné propasti nebo vypršení času, prsteny a další ochranné předměty nefungují.
Hra je rozdělena na šest oblastí, po kterých následuje krátká finální oblast. Každá oblast má svůj určitý vzhled, nepřátele a překážky, ovšem někteří nepřátelé se mohou objevovat během celé hry. Oblasti jsou rozdělené na tři úrovně (akty), které musí hráč dokončit. Na konci každé třetí úrovně se hráč postaví v Boss Fightu proti Dr. Robotnikovi. Po většinu hry je jeho vozidlo vybaveno různými zbraněmi. Po dokončení šesté oblasti hráč pokračuje rovnou do jednoúrovňové finální oblasti, kde se naposledy střetne s Dr. Robotnikem, který ovládá obří stroj. Zničení stroje ukončí hru. Následně je zobrazena krátká animace, ve které se Sonic vrací do první oblasti se všemi osvobozenými zvířaty.
Když Sonic dokončí 1. nebo 2. úroveň s alespoň 50 prsteny, objeví se obří prsten. Pokud do něho skočí, dostane se do speciální úrovně. Ve speciální úrovni je Sonic neustále stočen do klubíčka a odráží se od nárazníků a stěn plně otáčejícího se bludiště. V těchto úrovních hráč získá pokračování, pokud nasbírá alespoň 50 prstenů, ale hlavním cílem je získat Chaos Emerald, který je schován v bludišti. Při kolizi s jakýmkoliv blokem označeným "GOAL" se úroveň okamžitě ukončí.

### Příběh
Úhlavní nepřítel hry, Dr. eggman, při pokusu o získání sedmi Chaos Emeraldů, ze kterých chce využít jejich energii, uvěznil zvířecí obyvatele Jižního ostrova do agresivních robotů a nehybných kovových kapslí. Hráč ovládá ježka Sonica, který chce překazit plány Dr. eggmana tím, že zachrání své zvířecí kamarády a získá Chaos Emeraldy pro sebe. Pokud hráč posbírá všechny Emeraldy a dokončí hru, zobrazí se závěrečná scéna. Pokud se to hráči nepodaří, Dr. eggman se mu bude vysmívat, zatímco bude žonglovat se všemi Emeraldy, které hráč neposbíral.